# Campeonato de Fórmula Truck de 2008
O Campeonato de Formula Truck de 2008 foi a décima-terceira edição da categoria no Brasil. Foram realizadas dez etapas em dez autódromos, em oito estados do país. 
O campeão foi o paranaense Wellington Cirino, da equipe ABF Mercedes, que conquistou o título pera quarta vez na carreira. o vice foi Geraldo Piquet

## Classificação
| Pos | Piloto                | Caminhão      | Equipe                | Pontos |
| --- | --------------------- | ------------- | --------------------- | ------ |
| 1   | Wellington Cirino     | Mercedes-Benz | ABF Mercedes-Benz     | 171    |
| 2   | Geraldo Piquet        | Mercedes-Benz | ABF Mercedes-Benz     | 167    |
| 3   | Roberval Andrade      | Scania        | Roberval Motorsport   | 132    |
| 4   | Valmir Benavides      | Volkswagen    | RM Competições        | 120    |
|     | Felipe Giaffone       | Volkswagen    | RM Competições        | 120    |
| 6   | Renato Martins        | Volkswagen    | RM Competições        | 53     |
|     | Beto Monteiro         | Scania        | Roberval Motorsport   | 53'    |
| 8   | Vignaldo Fizio        | Mercedes-Benz | ABF Competições       | 39     |
| 9   | Luis Carlos Zappelini | Volvo         | ABF Volvo             | 38'    |
| 10  | Fabiano Brito         | Volvo         | ABF Volvo             | 30     |
| 11  | Débora Rodrigues      | Volkswagen    | RM Competições        | 25     |
| 12  | Vinícius Ramires      | Mercedes-Benz | RRT2                  | 20     |
| 13  | Gastón Mazzacane      | Mercedes-Benz | ABF Competições       | 17     |
| 14  | Djalma Fogaça         | Ford          | DF Motorsport         | 16     |
| 15  | Régis Boessio         | Volvo         | Boessio Competições   | 11     |
|     | Pedro Muffato         | Scania        | Muffatão Racing       | 11     |
| 17  | José Cangueiro        | Mercedes-Benz | Mercalf Competições   | 10     |
| 18  | Adilson Cajuru        | Iveco         | Scuderia Iveco        | 9      |
| 19  | Adalberto Jardim      | Iveco         | Scuderia Iveco        | 8      |
| 20  | Leandro Totti         | Ford          | Londrina Truck Racing | 7      |
| 21  | Jonatas Borlenghi     | Ford          | DF Motorsport         | 6      |
| 22  | Fred Marinelli        | Iveco         | Marinelli Competições | 5      |
| 23  | Diumar Bueno          | Volvo         | Bueno Racing Team     | 4      |
|     | João Maistro          | Scania        | Clay Truck Racing     | 4      |
| 25  | Leandro Reis          | Scania        | Original Reis Peças   | 1      |
|     | Luiz Carlos Lanzoni   | Scania        | Original Reis Peças   | 0      |
|     | José Maria Reis       | Scania        | Original Reis Peças   | 23     |
|     | Chico Serra           | Ford          | DF Motorsport         | 0      |